# David Kelly (wioślarz)
David Kelly (ur. 30 stycznia 1985 r. w Perth) – australijski wioślarz.

## Osiągnięcia
- Mistrzostwa Świata U-23 – Amsterdam 2005 – czwórka podwójna – 9. miejsce[1].
- Mistrzostwa Świata U-23 – Hazewinkel 2006 – czwórka bez sternika – 6. miejsce[1].
- Mistrzostwa Świata – Monachium 2007 – czwórka bez sternika – 10. miejsce[1].